# Großblütige Abelie
Großblütige Abelie (Abelia ×grandiflora) ist eine Hybride mit den Eltern Chinesischer Abelie (Abelia chinensis) und Abelia uniflora aus der Gattung Abelien (Abelia) innerhalb der Familie der Geißblattgewächse (Caprifoliaceae).

## Beschreibung

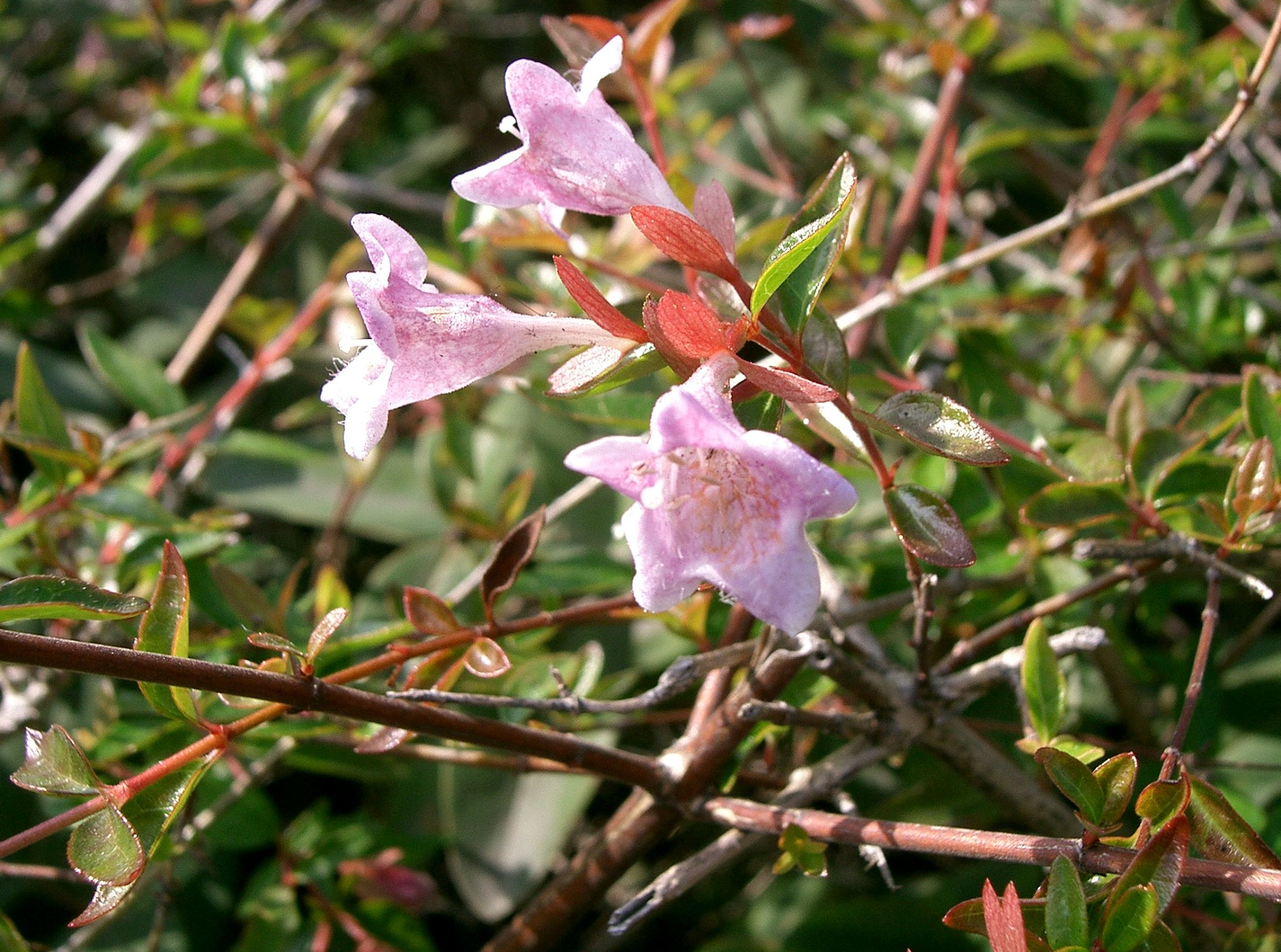
Die Sorte 'Edward Goucher'

Die Großblütige Abelie wächst als halbimmergrüner Strauch und erreicht Wuchshöhen von 2 bis 2,5 Metern und einen ähnlichen Durchmesser. Sie ist frostempfindlich. Die gebogenen Zweige besitzen eine rötlich-braune Rinde. 
Die gegenständigen, glänzenden, eiförmigen und gesägten, spitzen bis zugespitzten Laubblätter sind relativ klein. Die Herbstfärbung ist bronzepurpur.
Die Großblütige Abelie blüht im Frühsommer. Die fünfzähligen Blüten erscheinen end- oder achselständig, einzeln oder in kleinen Rispen. Die duftenden, weißen bis weiß-rosa und trichterförmigen, kurz gestielten Blüten sind zwittrig. Es sind jeweils Tragblätter vorhanden. Es ist ein behaarter, zylindrischer Blütenbecher vorhanden. Die spreizenden, schmalen, 2 bis 5 Kelchblätter sind rötlich und bleibend. Die Krone mit schlanker Basis ist bis 2 Zentimeter lang, mit kurzen Lappen und der Schlund ist behaart. Es sind 4 didynamische, leicht vorstehenden Staubblätter ausgebildet. Es sind Nektarhaare unten in der Kronröhre vorhanden. Der dreikammerige Fruchtknoten ist unterständig mit langem Griffel und kopfiger Narbe.
Es werden Achänen mit den beständigen Kelchblättern an der Spitze gebildet.
Die Chromosomenzahl beträgt 2n = 32.
Es sind verschiedene Kultivare erhältlich.